# Nissan Versa
El Nissan Versa  (Latio en Japón y Sunny en el resto de Asia Oriental e India) es un automóvil de turismo del segmento B producido por la firma japonesa Nissan desde el año 2006.
Posee un motor a gasolina de cuatro cilindros en línea: un 1.6 litros de 110 CV de potencia 106/5600 hp/rpm, Torque; 105/4000 lb·pie, 16 valvulas, 
Alimentación; inyección electrónica secuencial multipunto.

## Marketing

### Asia
El modelo de especificación tailandés fue lanzado como el Nissan Almera el 7 de octubre de 2011, como un vehículo en el proyecto Eco-Car de la Junta de Inversiones de Tailandia (BOI). Utiliza el mismo motor de 1.2 litros que el Nissan March, con un consumo de combustible de 5 L / 100 km (56 mpg -imp ; 47 mpg -US ), y tiene un manual de cinco velocidades o una variable continua transmisión (CVT).
El Almera también se construye en Santa Rosa, Laguna, Filipinas . [2] Otros países asiáticos reciben el Nissan Almera, incluyendo Malasia y Singapur, donde se ofrece con el motor HR15DE de 1.5 litros , acoplado con una transmisión automática de cuatro velocidades o una transmisión manual de cinco velocidades.

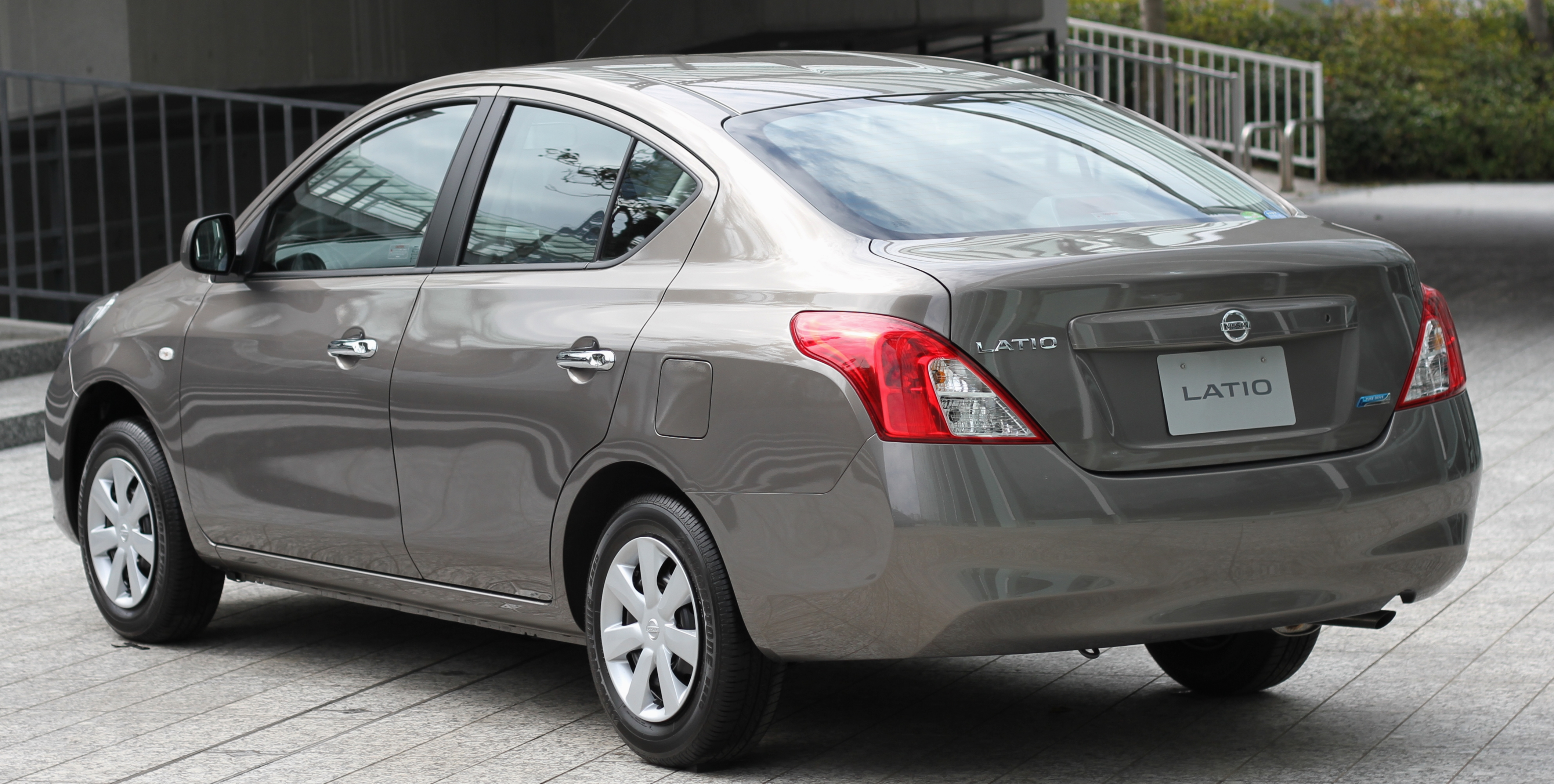
Nissan Latio X (pre-facelift; Japón)

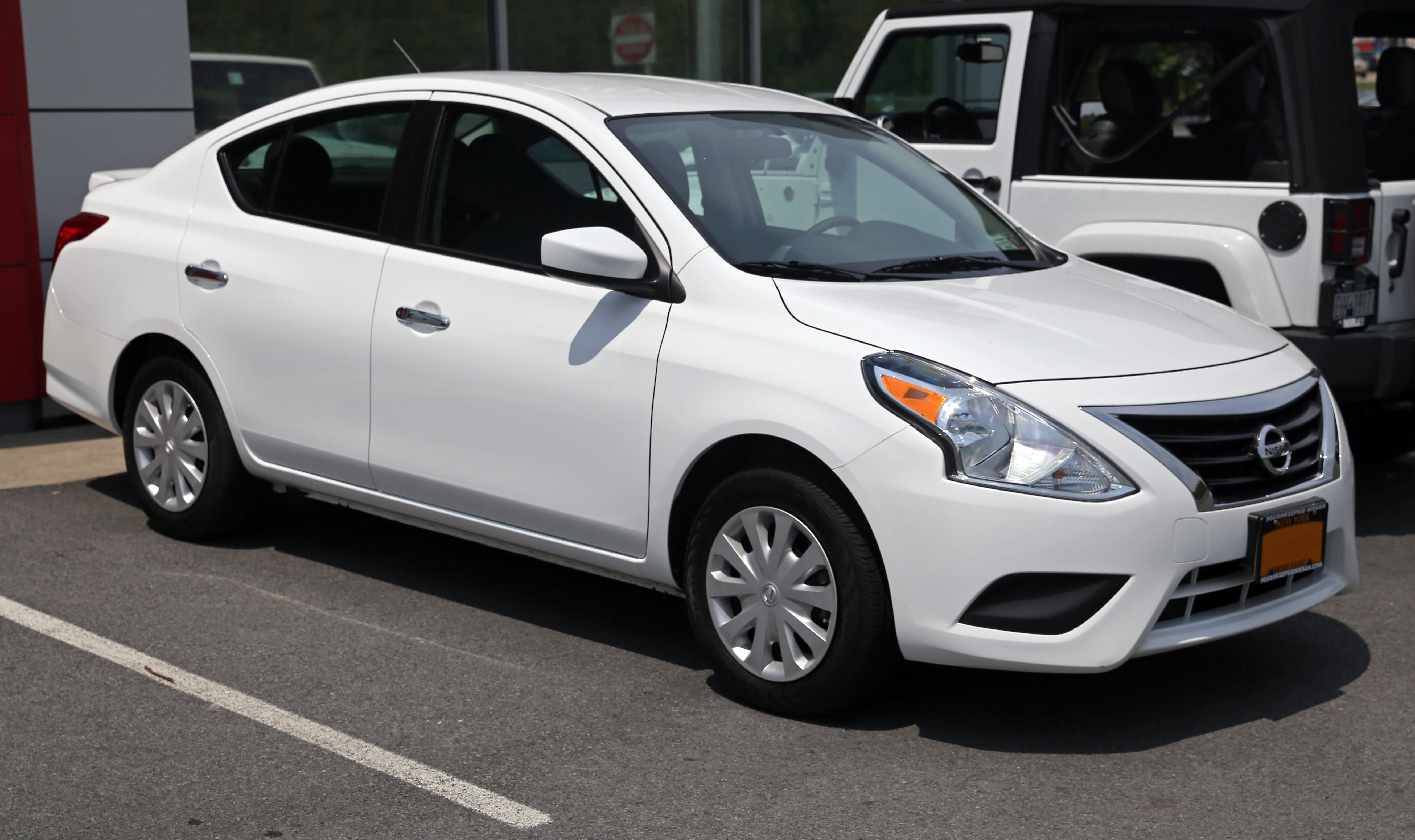
Nissan Versa 2015 (facelift)

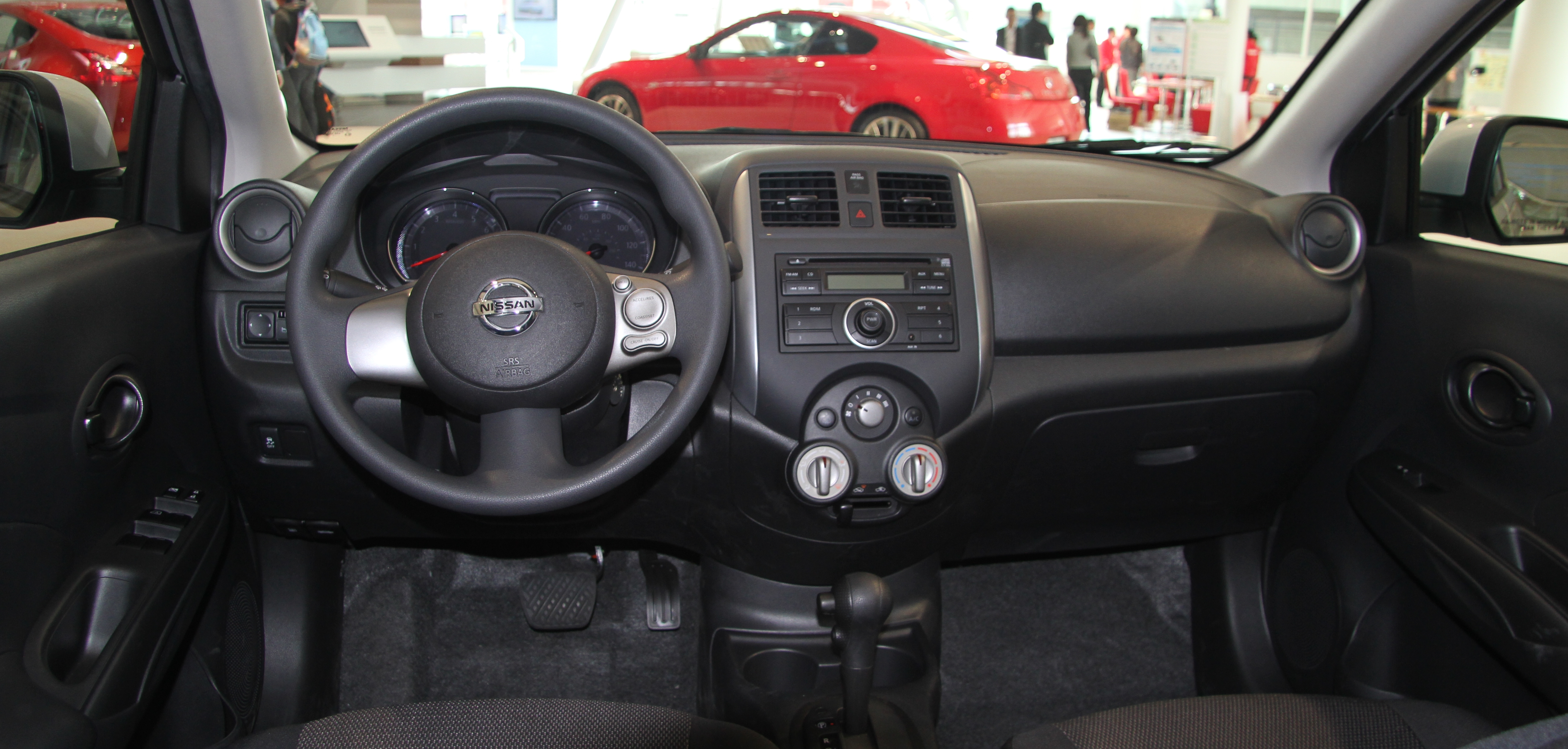
Nissan Versa interior

El modelo de mercado japonés fue lanzado como el Nissan Latio, importado de Tailandia, el 5 de octubre de 2012. El lanzamiento de este coche se retrasó debido a la escasez de energía en Japón causada por el terremoto y tsunami de Tōhoku en 2011. Tiene el código de modelo DBA-N17. Para el mercado japonés, el Latio se vende con un motor de 1198 cc que produce 79 PS (58 kW) y 106 N⋅m (78 lb⋅ft). Se ofrece con tres niveles de equipamiento.
En la India, Renault vende una versión ligeramente modificada como el Renault Scala. Fue lanzado en agosto de 2012 y está construido en la misma fábrica que el Nissan Micra. El Latio también se vende en India bajo el nombre de Nissan Sunny.

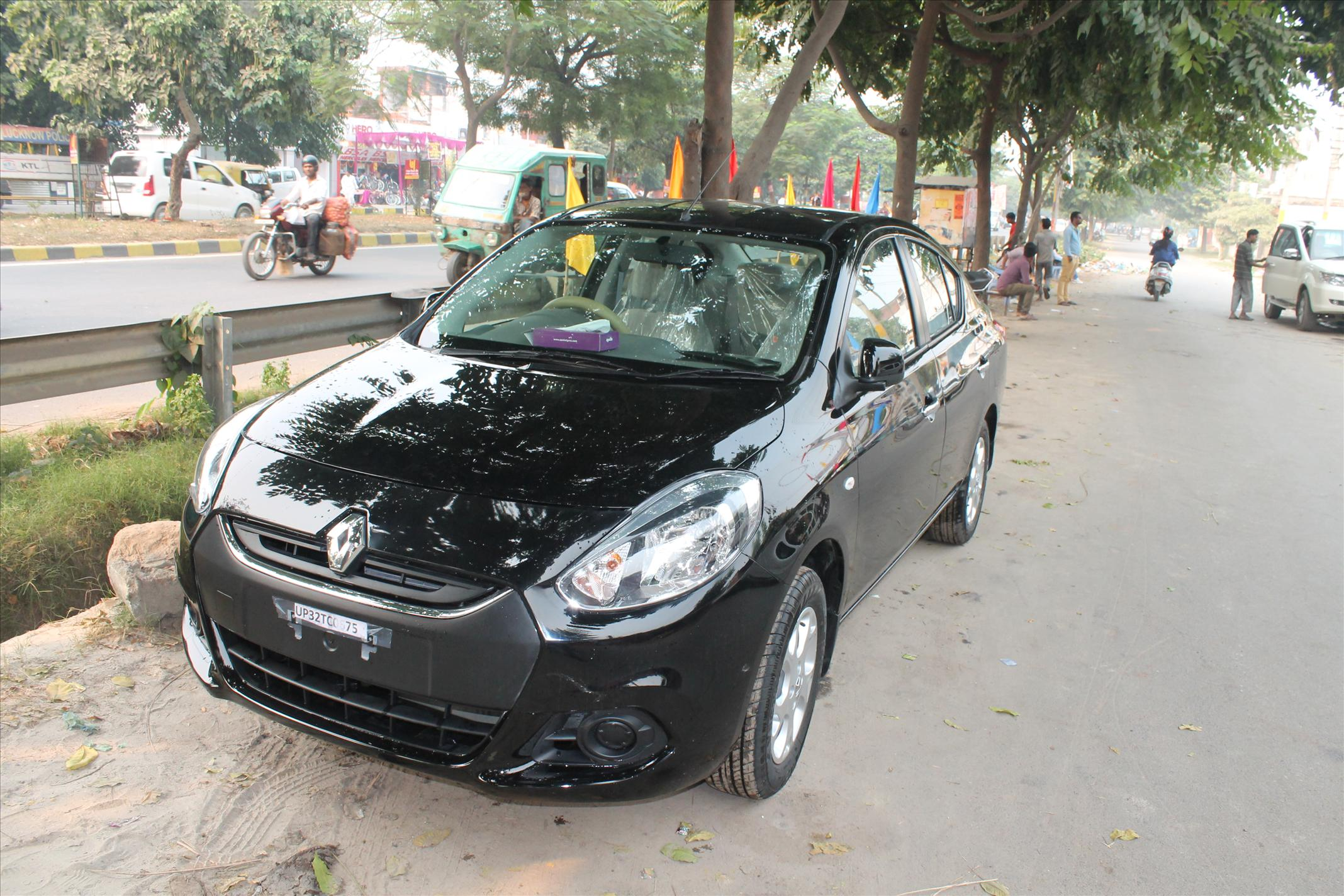
Renault Scala (India)

En Indonesia, el Almera se usa solo como taxi, no para uso privado.
El Versa comenzó a fabricarse en México desde 2012 se pensó que este modelo sería el sucesor del Nissan Tiida, sin embargo como su costo de fabricación se redujo un poco a partir de este momento sería un automóvil de bajo costo enfocado a un mercado medio, así como llenar un hueco de mercado dejado por la descontinuación del Nissan Platina (Renault Symbol o Thalia) en 2009. A partir del 2010 el modelo continuó siendo el mismo con la variante de mejoras en rendimiento y la unificación de las computadoras en un solo módulo central, desde su fabricación es uno de los autos más vendidos en dicho país por su precio, por su economía en combustible. Otra ventaja es ser muy espacioso siendo el auto perfecto para la familia. A partir de 2015 este modelo se ha comenzado a utilizar como taxi en muchas ciudades del país, siendo el espacio interior una de sus ventajas más evidentes. En 2020 se comercializaría su nueva generación basada en la plataforma CMF-B de Renault utilizada por el Clio V y su similar Micra creándose la variante sedán que es Versa, saltando visualmente unas dos generaciones, por su alto nivel de diseño interior y exterior, tecnologías de asistencia a la conducción, 6 bolsas de aire, ESP y otras fortalezas. Su vieja generación (2012-2019) se conocería como V-Drive y se dejaría solo el modelo más austero pues se sigue comercializando para taxi en algunos países.